# Confessions (Breaking Bad)
"Confessions" es el undécimo episodio de la quinta temporada de la serie dramática de televisión estadounidense Breaking Bad, y el episodio 57 en general de la serie. Escrito por Gennifer Hutchison y dirigido por Michael Slovis, se emitió en AMC en los Estados Unidos y Canadá el 25 de agosto de 2013.

## Trama
En un restaurante, Todd le cuenta a su tío Jack y al cómplice de Jack, Kenny, cómo ayudó a robar metilamina del tren, sin mencionar al niño que asesinó. Acordando dejar que Todd cocine metanfetamina por su cuenta, Jack y Kenny regresan a Nuevo México. Mientras tanto, Hank le dice a Jesse en el interrogatorio que sabe que Walter es Heisenberg. Jesse se niega a cooperar y es liberado después de que aparece Saul Goodman. Más tarde, Walter Jr. le informa a su padre que Marie le pidió ayuda para reparar su computadora y lo invitó a quedarse a cenar. Walt manipula a su hijo para que se quede en casa al confesar que su cáncer ha regresado.
Walt y Skyler se encuentran con Hank y Marie en el restaurante Garduño. Los White solicitan a los Schraders que mantengan a sus hijos fuera de la situación, y Walt afirma que la investigación de Hank arruinará a toda su familia. Skyler también afirma que Walt ya no es parte de su imperio, pero Hank, a pesar de todo, deja en claro que no retrocederá. Marie incluso sugiere que Walt se quite la vida, dado que parece contento con permitir que su cáncer lo mate sin ser arrestado. Cuando los White se van, Walt les da a sus cuñados un DVD de su "confesión". Cuando ven su contenido, Hank y Marie descubren que están siendo chantajeados. La "confesión" de Walt, grabada con Skyler la noche anterior, afirma que Hank es Heisenberg y obligó a Walt a cocinar metanfetamina para él, incluso haciendo que él matara a Gus por su "disputa". Hank, atónito, se entera de que Marie pagó su fisioterapia con el dinero de las drogas de Walt, que Skyler había afirmado que eran ganancias de apuestas. Esto le da credibilidad a la historia de Walt y torpedea la de Hank ya que puede ser acusado de cómplice.
Walt se encuentra con Jesse en el desierto y le dice que Saul puede contactar a alguien que se especialice en crear nuevas identidades. Le aconseja a Jesse que empiece de nuevo y tenga una vida mejor. Jesse reacciona enojado y le pide a Walt que deje de manipularlo, sabiendo que Walt ha matado a Mike. En respuesta, Walt simplemente abraza a Jesse, quien llora en sus brazos.
Jesse acepta irse, con la condición de elegir su destino, decidiendo ir a Alaska. Saúl lo amonesta por traer marihuana para el viaje y mientras organiza la salida de Jesse de Albuquerque, hace que Huell tome la marihuana de Jesse sin su conocimiento. Mientras Jesse espera la camioneta que lo trasladará, descubre que su hierba no está. Jesse se da cuenta de que el carterismo de Huell es similar a cómo desapareció el cigarrillo de ricina, que antes creía que Gus Fring usó para envenenar a Brock, deduciendo que en realidad Walter es el responsable. Jesse regresa a la oficina de Saul y lo ataca, lo sujeta a punta de pistola y exige saber sobre su participación en el envenenamiento de Brock. Saul admite su papel, pero insiste en que no tenía idea de cuáles eran las intenciones de Walt, creyendo que Walt estaba "salvando" a Jesse. Cuando Jesse se va, Saul avisa a Walt, quien corre al lavado de autos para recuperar un revólver escondido en el dispensador de bebidas.
Un enfurecido Jesse conduce a la residencia de los White robando el auto de Saul, patea la puerta principal y comienza a verter gasolina furiosamente por todas partes, decidido a quemar la casa.

## Producción
Millard Drexler, expresidente y director ejecutivo de J.Crew Group, tuvo un cameo en este episodio como un cliente en el lavado de autos de los White a quien Skyler le da un cambio incorrecto. Afirmó que su escena, en la que dice ocho o nueve palabras, tomó nueve tomas para filmar.

## Recepción

### Audiencia
El episodio fue visto por 4,85 millones de personas en su emisión original, lo que supuso un aumento con respecto a los 4,77 millones del episodio anterior.

### Reseñas
TVLine nombró a Aaron Paul el "Artista de la semana" por su actuación en este episodio.
En 2019, The Ringer clasificó a "Confessions" como el 24.º mejor episodio de la serie.

### Elogios
Gennifer Hutchison ganó el premio Writers Guild of America Award for Television: Episodic Drama por este episodio.
Aaron Paul ganó el Premio Primetime Emmy al Mejor Actor de Reparto en una Serie Dramática en 2014 por su actuación en este episodio.